# 清水重夫 (内務官僚)

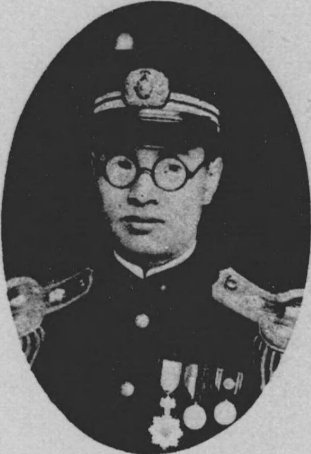
清水重夫

清水 重夫（しみず しげお、1894年（明治27年）1月8日 - 1982年（昭和57年）10月13日）は、日本の内務官僚。官選県知事、海軍司政長官。旧姓・針谷。

## 経歴
埼玉県出身。農業・針谷重太郎の長男として生まれ、清水家の養子となる。埼玉県立粕壁中学校卒、第五高等学校中退を経て、1918年7月、明治大学専門部法科を卒業。三井銀行に入社し1920年6月まで在職。1921年11月、高等試験行政科試験に合格。1922年5月、内務省に入省し北海道庁属となり拓殖部に配属。
1923年4月、京都府属兼警視・警察部巡査教習所長に就任。以後、同警察部保安課長、同警務課長、欧米出張（1928年12月）、地方事務官・京都府勤務、同府建築監督官県工場監督官、警察講習所教授兼内務事務官・警保局勤務、朝鮮総督府警務局図書課長、内務書記官・警保局防犯課長、同局外事課長、同局保安課長、兼同局経済保安課長を歴任。
1939年1月、和歌山県知事に就任。「官僚独善の弊風」を除き、県財政の現状から施策の見直しを行う。1940年10月、知事を退任し大政翼賛会組織部長となり1941年5月まで在任。1942年5月、海軍司政長官に発令され南西方面艦隊司令部付としてセラム民政部長官に就任。さらに、セレベス民政部長官、南方政務部付を歴任。1944年10月に退任し、日本出版会理事兼事務局長に就任。1945年4月、三重県知事に発令され、本土決戦、戦災への対応に尽力し終戦を迎えた。同年10月27日、知事を依願免本官となり退官。戦犯容疑者として1946年4月から1948年1月まで拘置された。1946年から1951年10月まで公職追放となる。
その後、新政治経済研究会事務局長、日本自転車振興会監事を務めた。

## 著作など
- 『都市と噪音の防止』近畿協会、1930年。
- 『交通整理の原理』警務研究会、1931年。
- 渡正監との共著『警務大系』法律篇 上,下巻、警務研究会、1932年。
- 『内政史研究資料』第74～75集 清水重夫氏談話速記録 第1～2回 (1968.12～1969.1) 、内政史研究会、1973年。
- 『南十字星は輝いていた:戦犯容疑者の手記』[清水重夫]、1975年。

## 親族
- 娘婿 中原歵（警視総監）

## 栄典
- 1940年（昭和15年）8月15日 - 紀元二千六百年祝典記念章[5]